# Micromeria biflora
Micromeria biflora là một loài thực vật có hoa trong họ Hoa môi. Loài này được (Buch.-Ham. ex D.Don) Benth. mô tả khoa học đầu tiên năm 1834.